# Sébastien Delagrange
Sébastien Delagrange (Parijs, 6 februari 1974) is een golfprofessional uit Boulogne, Frankrijk. Hij heeft op de Europese PGA Tour gespeeld.

## Amateur
Al als 16-jarige speler had Delagrange een scratch handicap. Hij had een goede amateurscarrière, met onder meer een tweede plaats bij het Wereldkampioenschap voor junioren. In 1992 en 1994 speelde hij in de Eisenhower Trophy.

## Professional
Delagrange werd in 1995 professional. Volgens zijn coach speelde hij niet aanvallend genoeg. Hij kreeg boxlessen en zijn volgende seizoen (2001) werd zijn topseizoen, waarin hij in drie weken twee toernooien op de Europese Challenge Tour won. Hij eindigde op de 6de plaats van de Order of Merit en promoveerde naar de Europese Tour. In 2002 speelde hij daar 27 toernooien en verdiende ruim € 100.000, maar hij miste ook veel cuts. Daarna kwam een periode van weinig toernooien. Wel ging hij regelmatig naar de Tourschool. Hij speelt nog toernooien in Frankrijk en won in 2012 de 2de Deauville Pro-Am.   

### Gewonnen
Challenge Tour
- 2001: 5th Aa Saint-Omer Open (-20), Deens Open (-2)

Franse Tour
- 1997: Omnium de France
- 1998: France-Comté Open

Elders
- 2001: Mauritius Open
- 2012: Deauville Pro-Am